# Игор Стојић
Игор Стојић (Београд, 17. јун 1969) српски је археолог, физички антрополог и културни активиста. Запослен је у Историјском институту САНУ у Београду.
Аутор је монографије Грачаница, црква и некропола код Ваљева, учесник у више научно-културних организација и пројеката. У каријери видео џокеја користи псеудоним „VJ Aga“.

## Биографија

### Образовање
Студије археологије на Филозофском факултету у Београду завршио 1999. године. Магистарску тезу под насловом „Антрополошка анализа масовне сахране на примеру гроба бр. 4924 са античког Виминацијума“ одбранио 2003. године.
Докторанд је на Филозофском факултету у Београду, на Катедри за Интердисциплинарне студије.

### Научни рад
Уже области истраживања су му физичка антропологија, археологија и културна антропологија средњег века. Као археолог и физички антрополог радио је од 1993. на археолошким локалитетима у Србији, Босни и Херцеговини, Хрватској и Црној Гори. Током научне каријере сарађивао је са већином релевантних установа културе у Србији.
У Археолошком институту у Београду био је запослен од 2003. до 2006. године. Од 2006. године ради у Историјском институту у Београду, у статусу истраживача-сарадника.

## Остале делатности
Оснивач је и председник НВО „Дубоки До“, члан УО НВО „ЕуПулс“ и организације „Технократија“. Од 1997. године, учествује у раду Културне мреже „Пројекат Растко“, а од 2003. године у пројектима „Дистрибуирани коректори Европа“ (дигитализација) и „Пројекат Гутенберг Европа“ (е-библиотека).
Као видео џокеј под псеудонимом VJ Aga наступао је међународним уметницима у више земаља: Sven Väth, DJ Umek, Gramophonedzie, Есма Реџепова, Tony Carasco и други.
Друга интересовања: дигитална стратегија и дигитални маркетинг, видео археологија и примењена антропологија.

## Одабрана дела

### Монографије
- Грачаница, црква и некропола код Ваљева, Историјски институт, Београд. 2011.  978-86-7743-086-3.

### Чланци и расправе
- „Скелети из касноантичке гробнице у Дражњу“, Годишњак града Београда, 51 (2004) 31-39.
- „Антрополошка анализа скелетних остатака са локалитета Суви Рид код Врања“, Историјски часопис, 54 (2007) 27-43.
- „Антрополошка анализа скелетних остатака са локалитета Манастирак код Рековца“, Историјски часопис, 57 (2008) 59-91.
- „Физичко-антрополошка анализа скелета из аварске некрополе са локалитета Старчево, Ливаде“, Историјски часопис, 58 (2009) 9-32.
- „Астрономија и катастрофизам кроз митове и старе текстове“ / Е. Бон, М. Ћирковић, И. Стојић, Развој Астрономије код Срба 6 (Београд 2011) 555-567.
- „Мотиви астрономских појава у хришћанској уметности“ / Е. Бон, М. Димитријевић, И. Стојић, В. Мијатовић, Развој Астрономије код Срба 6 (Београд 2011) 931-941.
- „Astronomy and catastrophes through myth and old texts“ / I. Stojić, E. Bon, M. Ćirković, N. Gavrilović, Memorie della Società Astronomica Italiana, Supplements Vol. 15 (2011) 219-223.